# Andrzej Niedzielan
Andrzej Zbigniew Niedzielan (* 27. Februar 1979 in Żary) ist ein ehemaliger polnischer Fußballspieler.

## Karriere im Verein

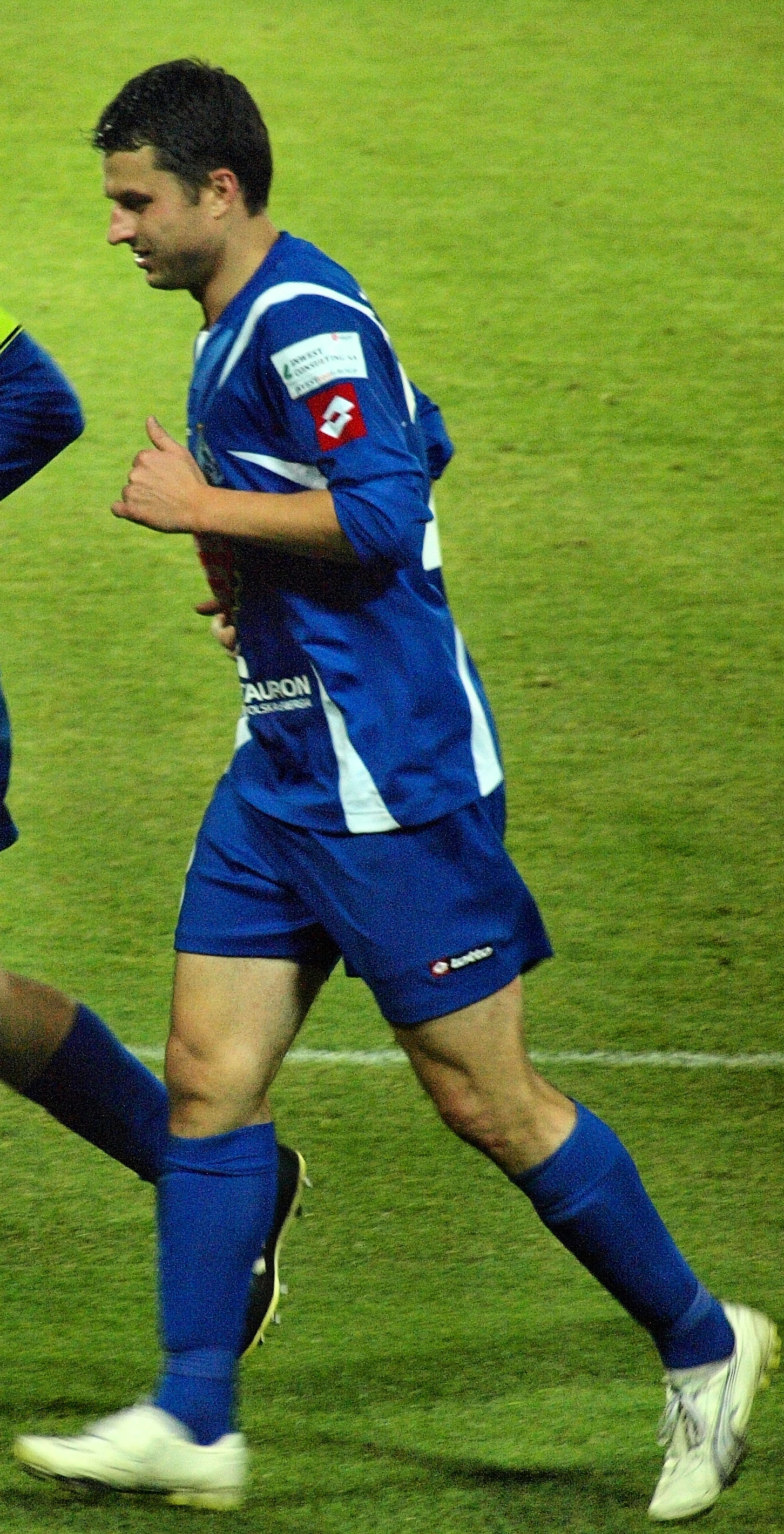
Andrzej Niedzielan im Einsatz für Ruch Chorzów (2009)

Der Stürmer Andrzej Niedzielan spielte von 1998 bis 2001 bei Zagłębie Lubin in Polen. In der Winterpause 2002 wechselte Niedzielan zu Górnik Zabrze. Wiederum in der Winterpause 2003 kam er zu Dyskobolia Grodzisk und gehörte zu den wichtigsten Spielern des Provinzvereins und hatten maßgeblichen Anteil am Aufstieg des Clubs bis in den UEFA-Pokal. In der ersten Runde des UEFA-Pokals 2003/04 bezwang er mit Dyskobolia den Bundesligisten Hertha BSC. 2004 wechselte er in die erste niederländische Liga zu NEC Nijmegen. 2007 ging er zum polnischen Verein Wisła Krakau, wo er sich bereits am dritten Ligaspieltag gegen Górnik Zabrze mit einem Kreuzbandriss schwer verletzte. Sowohl 2008 als auch 2009 konnte Niedzielan mit Wisla den polnischen Meistertitel gewinnen. Zur Saison 2009/10 wechselte Andrzej Niedzielan zum Ligakonkurrenten Ruch Chorzów. Hier erzielte er in 18 Ligaspielen sieben Tore und konnte teilweise an seine frühere Form anknüpfen. In der Saison 2010/11 spielte er für Korona Kielce und wurde zweitbester Torschütze der Liga hinter Tomasz Frankowski. In der Hinrunde der Saison 2011/12 spielte er für KS Cracovia, konnte jedoch nicht an seine vorherigen Leistungen anknüpfen. Anfang 2012 wechselte er wieder zu Ruch Chorzów. Hier spielte er dann nur noch sehr selten und löste im beidseitigen Einverständnis seinen Vertrag Anfang April 2014 auf.

## Karriere in der Nationalmannschaft
Mit der polnischen Fußballnationalmannschaft qualifizierte er sich für die Fußball-Weltmeisterschaft 2006 in Deutschland, in der man in der Gruppe A auf die deutsche Nationalmannschaft traf. Jedoch wurde er nicht für das Turnier nominiert. Zwischen 2002 und 2006 absolvierte er insgesamt 17 Länderspiele, in denen er fünf Mal traf. Nach vier Jahren Abwesenheit wurde er vom polnischen Nationaltrainer Franciszek Smuda für die beiden Freundschaftsländerspiele gegen die USA (10. Oktober 2010) und Ecuador (12. Oktober 2010) berufen und kam auch in beiden Spielen als Einwechselspieler zum Einsatz. Danach wurde jedoch von weiteren Nominierungen abgesehen.

## Erfolge
Wisła Krakau
- Ekstraklasa (2): 2007/08 und 2008/09